# El mundo que inventamos
 El mundo que inventamos  es una película filmada en colores de Argentina dirigida por Fernando Siro según su propio guion escrito en colaboración con el guion de Norberto Aroldi que se estrenó el 22 de febrero de 1973 y que tuvo como protagonistas a Sabú, Javier Portales, Laura Bove y Cristina del Valle. La coreografía pertenece a Eber Lobato y tuvo el título alternativo de Yo quiero un mundo nuevo.

## Sinopsis
Un joven viaja desde el interior del país a Buenos Aires y se emplea en una sastrería. Otro muchacho lo acoge en su casa para salvarlo de un ataque.

## Reparto
- Sabú ... Sabú
- Javier Portales ... Pochoclo
- Laura Bove ... Lucy
- Cristina del Valle... Beatriz
- Fernando Siro ... Peláez
- Juan Carlos Altavista …Nicola
- Ovidio Fuentes
- Hugo Caprera
- Claudio Levrino
- Enrique Belluscio
- Amalia Britos
- Carlos Marcucci … Auxilio mecánico Marcucci
- Mónica Elías
- Felipe Méndez
- Marta Moyano
- Susana Ortiz
- Rolo Pereyra

## Comentarios
La Nación opinó:

”Ni el libretista ni el realizador se empeñan demasiado en dotar de originalidad a este relato sentimental cuyo único propósito es servir de enlace a las intervenciones de Sabú como cantante.”

Clarín dijo:

”Reitera las consabidas recetas con cariz sentimentaloide que sirven de sostén para dar manija a un grupo de canciones.”

El Heraldo del Cine escribió:

”Comedia superficial y transparente.”